# Teologia negativa
La teologia negativa o apofàtica es basa en la definició de Déu explicant allò que no és, ja que considera que no pot ser igualat amb cap mot del llenguatge, atès que la seva natura és totalment diferent a la humana i la llengua és un tret de l'home. Per aquest motiu usa la comparació en negatiu, indicant tot allò que no és Déu, per mostrar que és molt més que els termes comparats i que és tan gran que no pot ser expressat (doctrina de la inefabilitat divina).
Així, Déu és aquell ésser que no està subjecte ni a l'espai ni al temps i que no depèn de cap altre per a la creació o la seva existència. Igualment és una perfecció que no té cap mancança ni presència de mal. Aquests conceptes són comuns a les grans religions del monoteisme, tot i que la teologia negativa es manifesta també en els cultes orientals.
La teologia negativa s'oposa a la teologia positiva o catafàtica, que intenta explicar què és Déu, encara que sigui a base de l'ús de la metàfora.